# Cầu phương hình tròn

Hình tròn và hình vuông

Bài toán cầu phương hình tròn là bài toán dùng thước và compa dựng một hình vuông có diện tích bằng diện tích một hình tròn đã cho. Cũng như bài toán chia ba một góc và bài toán gấp đôi khối lập phương, bài toán này không giải được. Cầu phương hình tròn đưa đến việc dựng một đoạn thẳng có độ dài bằng {\displaystyle {\sqrt {\pi }}r}, ở đó {\displaystyle r} là bán kính hình tròn đã cho. Ta không thể dựng được đoạn thẳng đó bằng thước và com-pa vì {\displaystyle \pi } là một số siêu việt.
Phép chứng minh năm 1882 chỉ ra rằng: Thước thẳng chỉ có thể dùng để dựng các đoạn thẳng mà phương trình biểu diễn là tuyến tính. Com-pa có thể dựng các đường tròn và các cung tròn biểu diễn bằng phương trình bậc hai. Khi những kiểu phương trình này đồng thời được giải phải sử dụng các tổ hợp tuyến tính, chúng dẫn tới các phương trình nhiều nhất là bậc hai. Nhưng các phương trình nhận được khi giải ba bài toán dựng hình thời cổ đại bằng các phương pháp đại số lại bao gồm các số siêu việt và các phương trình bậc ba. Do đó chỉ dùng một thước thẳng và một com-pa thì sẽ không thể nhận được các kiểu phương trình này.